# 马英杰
马英杰（1925年—2000年6月3日），河北高阳人，中华人民共和国政治人物。
早年参加第二次国共内战，后供职于中央轻工部。1979年调到中央纪委工作，历任中央纪委第四检查室副主任、主任，全国打击经济犯罪活动办公室主任，中央纪委副秘书长。还曾担任第八届全国政协委员。2000年6月3日在北京逝世，享年75岁。